# 오원균
오원균(吳元均, 1946년 12월 20일 ~ 2015년 10월 16일)은 대한민국의 대전 지방 중등교원과 서대전고등학교 교장을 거쳐 대전 우송고등학교 교장을 지낸 이후 대전실업전문대학 전임강사와 배재대학교 겸임교수와 우송대학교 교수를 지낸 대학 교수 겸 저술가이며 사회운동가이다.
본관은 보성(寶城)이며 충청남도 공주군 정안면 출생이고 충청북도 청원군 현도면과 충청남도 연기군 조치원읍에서 성장한 그는 대전(大田)·충청남도(忠淸南道)·충청북도(忠淸北道)·세종(世宗)을 비롯한 호서(湖西) 지방에서 효 문화(孝 文化) 독려를 진두 지휘한 호서 지방의 교육 원로이기도 하였는데 이런 전력에 힘입어 2006년 대전광역시 시장 선거와 2010년 제5회 대전 지방 교육감 선거에 각각 무소속 출마하였으나 끝내 모두 낙선의 고배를 마시기도 하였다.

## 생애

### 학력
- 대전공업고등학교 졸업
- 충남대학교 화학공학과 학사
- 제주대학교 대학원 화학공학과 공학석사
- 충남대학교 교육대학원 교육학 석사
- 한양대학교 대학원 산업공학과 공학박사

#### 비학위 수료
- 미국 노스 캐롤라이나 대학교 경영대학원 최고경영자과정 수료

#### 명예 박사 학위
- 성산효대학원대학교 명예 인문과학 박사

### 주요 경력
- 서대전고등학교 교장
- 대전 우송고등학교 교장
- 대전실업전문대학 전임강사
- 배재대학교 겸임교수
- 우송대학교 교수
- 스승존경운동중앙협의회 회장
- 대전광역시 효문화지원센터 원장
- 한국효운동단체총연합회 공동 회장

## 저서

### 과학 평론
- 《조선 시대 초기 양대 과학자 장영실과 이천의 대한민족 과학 기여》(2002년)

### 교육학 저술
- 《칭찬 운동 가이드 북》(2002년)

### 교육 평론
- 《현대의 K-HYO는 칭찬이다》(2009년)

## 같이 보기
- 김희수
- 손기섭
- 송백헌
- 송현섭
- 백승탁
- 최한수
- 공재동
- 박헌오
- 김신호
- 남충희
- 김헌태